# Ulica Nawojki w Krakowie
Ulica Nawojki – ulica w Krakowie, położona w całości w administracyjnej dzielnicy V Krowodrza.

## Historia
Ulica wytyczona została w 1965 roku i wtedy też otrzymała obecną nazwę. Z powodu tego, że znajduje się w pobliżu jednego z obiektów związanych z jubileuszem 600-lecia Uniwersytetu Jagiellońskiego, żeńskiego wówczas domu akademickiego „Piast”, ulica otrzymała imię pierwszej studentki uczelni, która w XV wieku studiowała na dawnej Akademii Krakowskiej, będącej dziś Uniwersytetem Jagiellońskim.

## Przebieg
Ulica Nawojki przebiega przez teren Łobzowa, wchodzącego w skład krakowskiej Dzielnicy V Krowodrza na całej swojej długości.
Ulica zaczyna swój bieg na skrzyżowaniu z ulicą Czarowiejską i aleją Kijowską, zaś kończy się przy skrzyżowaniu z ulicą Armii Krakowej i Piastowską. następnie jej fizycznym przedłużeniem staje się ulica Armii Krajowej.

## Infrastruktura
Ulicę Nawojki tworzy trójpasmowa droga (z czego jeden jej pas pełni funkcję buspasa). Na ulicy znajdują się 2 przystanki autobusowe pod nazwami: „Kawiory” oraz „Miasteczko Studenckie AGH” należące do MPK Kraków. W otoczeniu owej drogi znajdują się m.in. Wydział Informatyki AGH, Cyfronet, Wydział Zarządzania AGH, Miasteczko Studenckie AGH oraz pawilony handlowo-usługowe.

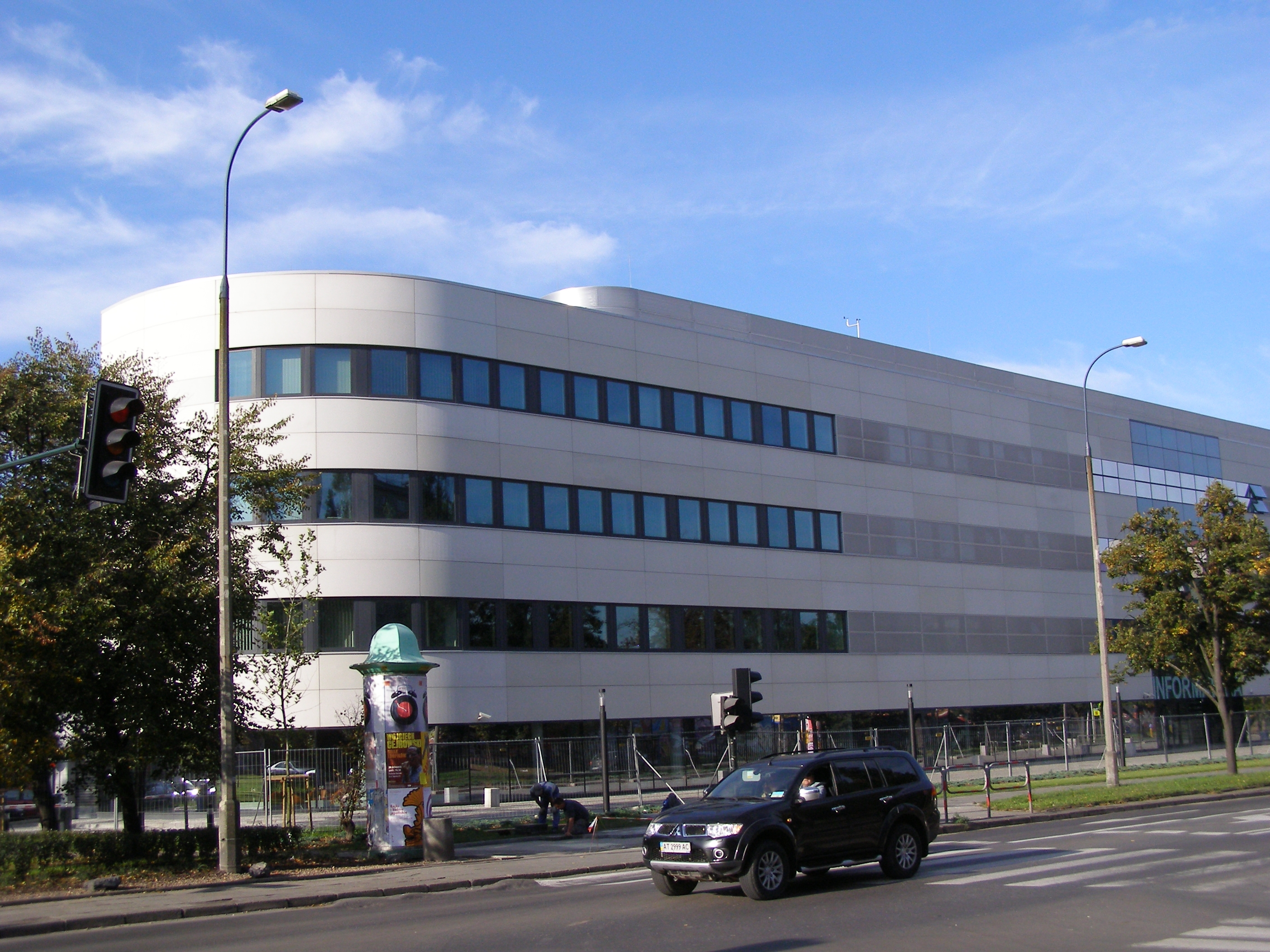
Siedziba Wydziału Informatyki AGH
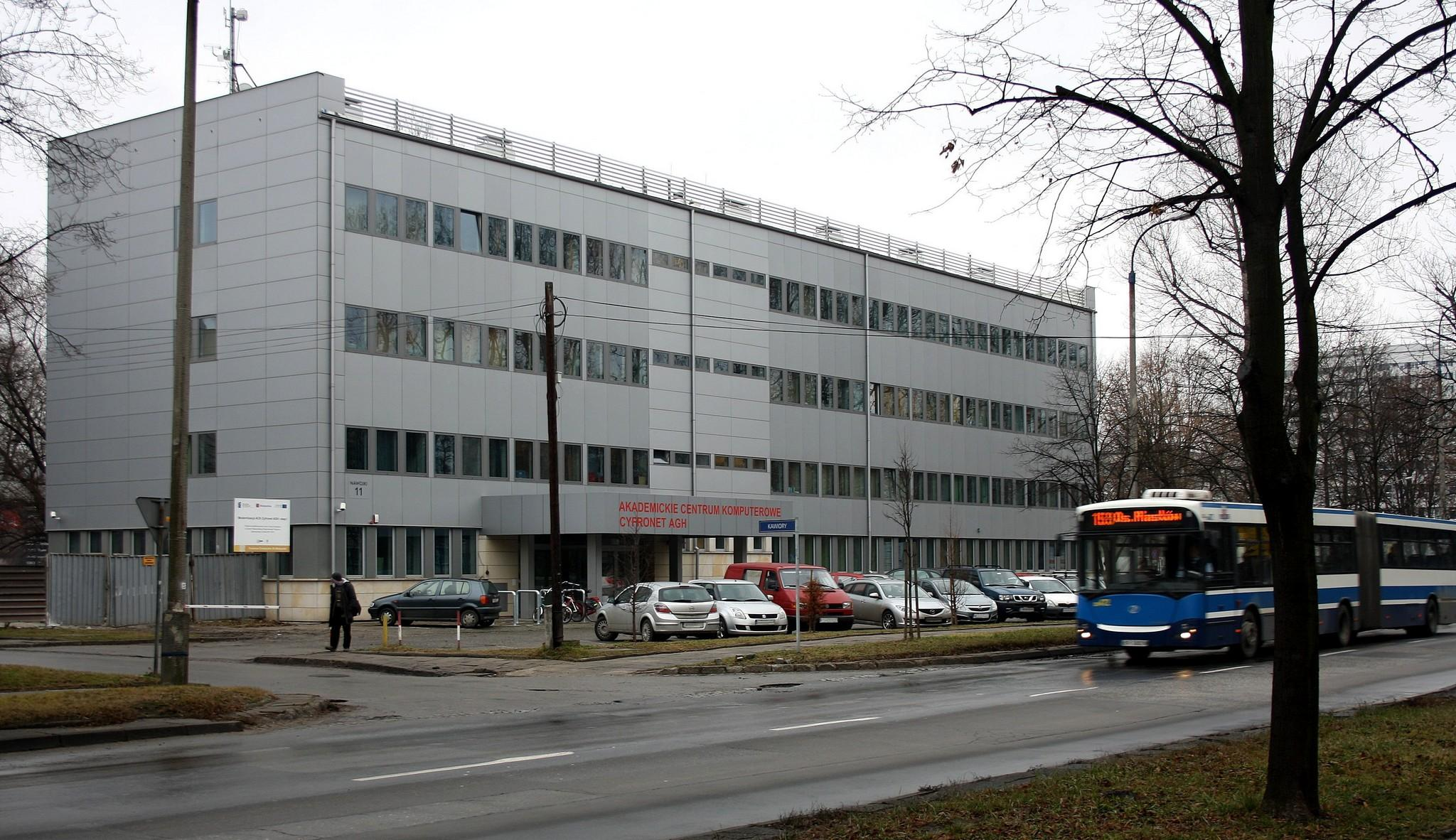
Akademickie Centrum Komputerowe Cyfronet AGH
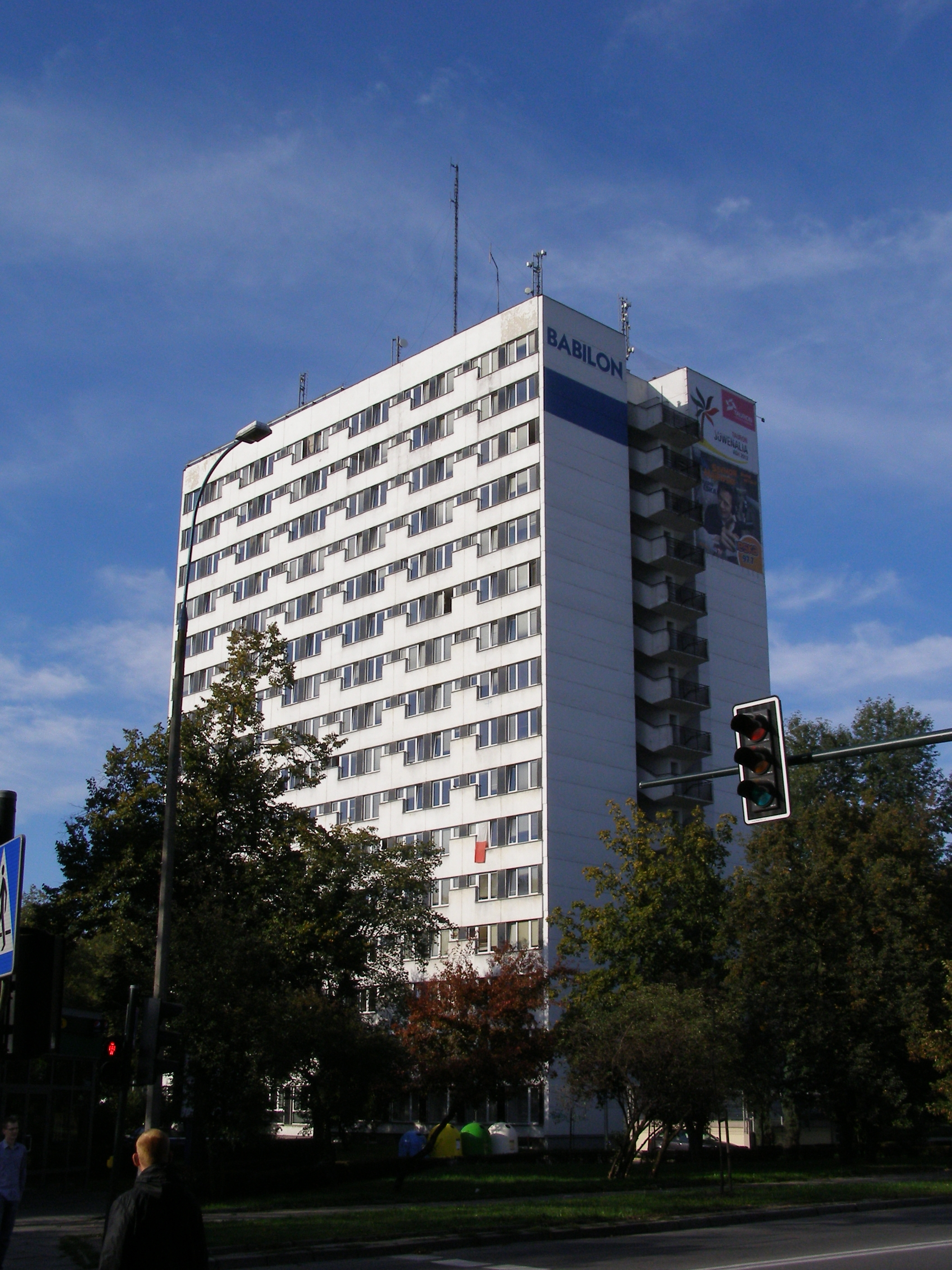
Jeden z domów studenckich